# Rozalia Lubomirska
Rozalia Lubomirska (16 de septiembre de 1768-30 de junio de 1794) fue una noble polaca conocida por su muerte durante la Revolución francesa.

## Biografía
Nacida en Chernóbil (por aquel entonces perteneciente a Polonia) bajo el nombre de Rozalia Chodkiewicz, fue hija de Jan Mikołaj Chodkiewicz y Maria Ludwika Rzewuska, quien a su vez era hija del escritor Wacław Rzewuski. Contrajo matrimonio en 1787, a los diecinueve años, con el príncipe Aleksander Lubomirski, dando a luz un año después a su única hija, Aleksandra Lubomirska.
Conocida por su belleza, Rozalia viajó a Francia, donde circularon rumores acerca de sus supuestas aventuras amorosas. Infeliz en su matrimonio, decidió divorciarse de su esposo, motivo por el cual no lo acompañó cuando éste regresó a Polonia.
Durante la Revolución, Rozalia fue arrestada junto con su hija, siendo posteriormente juzgada por conspiración contra la República y cooperación con la monarquía. Lubomirska fue condenada a muerte, siendo ejecutada en la guillotina el 30 de junio de 1794.
La muerte de Rozalia causó consternación entre la nobleza polaca, la cual había mostrado simpatías hacia la Revolución francesa antes del inicio del Reinado del Terror. Aleksander, quien había regresado a Francia con el fin de ayudar a Lubomirska y a otros compatriotas en situación similar, abogó por su inocencia. Entre los que defendieron a Rozalia se encontraban revolucionarios tales como Tadeusz Kościuszko, ciudadano polaco-estadounidense que había obtenido la ciudadanía francesa durante la Revolución.
Tras su muerte, su hija Aleksandra fue liberada y puesta al cuidado de Izabella Leżeńska.